# La Garde (Charente-Maritime)
Pour les articles homonymes, voir La Garde.
Ancienne commune de la Charente-Maritime, la commune de La Garde a existé de 1834 à 1965. 
Elle a été créée par ordonnance royale le 9 novembre 1834 par la fusion des communes de Saint-Vivien et de Chalaux dont le hameau de La Garde donne son nom à la nouvelle commune. Le 1er février 1965 elle a fusionné avec la commune de Montlieu pour former la nouvelle commune de Montlieu-la-Garde.